# Mission d'étude sur la spoliation des Juifs de France
 (juin 2024).
La mission d'étude sur la spoliation des Juifs de France, dite « Mission Mattéoli », a été installée en mars 1997 par Alain Juppé, alors Premier ministre, et présidée par Jean Mattéoli.
Cette mission produit des rapports qui contiennent de nombreuses informations concernant la spoliation des Juifs pendant l'Occupation et fait plusieurs propositions sur l'indemnisation et sur le travail de mémoire.

## Genèse de la mission
Cette mission a été créée à la suite de deux événements.
Le premier est le fameux discours de Jacques Chirac du 16 juillet 1995 au Vélodrome d'Hiver, pour le 53e anniversaire de la rafle du Vel'd'Hiv, au cours duquel le président Chirac reconnaissait que le régime de Vichy avait secondé le gouvernement allemand dans la politique nazie de la solution finale. De ce discours, la presse reprenait des informations qui avaient été fournies par Serge Klarsfeld, et qui tournaient autour de l’argent déposé par les Juifs de France alors qu’ils étaient internés au camp de Drancy. Serge Klarsfeld indiquait que de l’argent a été pris aux Juifs de France, déposé à la Caisse des dépôts et consignations et n’avait pas été restitué.
Dans les jours qui suivaient, la presse publiait le rapport des comptes du liquidateur du camp de Drancy, Maurice Kiffer. Celui-ci confirmait qu’une certaine somme d’argent avait été déposée par la Préfecture de Police à la Caisse des dépôts et consignations.
Au dîner du CRIF, Alain Juppé annonçait qu’il allait créer une mission d’étude sur la spoliation.

## Création de la mission Mattéoli
Dans les mois qui suivirent, en 1997, la « mission Mattéoli » était mise sur pied. La présidence en était confiée à Jean Mattéoli, ancien résistant, président du Conseil Économique et Social.
La vice-présidence a été confiée au professeur Ady Steg, médecin, fils de déporté et militant actif auprès des organisations juives et président de l’Alliance israélite universelle.
Appartiennent également à cette mission les historiens François Furet et Annette Wieviorka, Jean Favier, ancien directeur des Archives de France, Jean Kahn, président du Consistoire Israélite, Serge Klarsfeld, Alain Pierret qui avait été ambassadeur de France en Israël, et Caroline Piketty, conservatrice du patrimoine qui a été détachée comme archiviste à la Mission.
À la suite du décès de François Furet en 1997, et du fait de l’ampleur des travaux, deux autres personnes ont accepté de faire partie de la mission d’étude, Antoine Prost et Claire Andrieu.
Les conclusions ont été rendues au Premier ministre Lionel Jospin le 17 avril 2000.

## Conclusions du rapport
Ce rapport évalue, au total, à 1,35 milliard d’euros (plus de 5,2 milliards de francs à l'époque) le montant des confiscations dont ont été victimes les Juifs, en dehors des pillages des appartements et des œuvres d'art par les Allemands.
La spoliation financière (contrats d'assurance, avoirs bancaires et boursiers…) a porté sur une somme de 520 millions d’euros.
L'« aryanisation » des entreprises et des biens immobiliers a permis un prélèvement de 5,1 millions d’euros.
Les sommes d'argent prises par les autorités françaises sur les internés des camps représentent plus de 91 millions d'euros.
La « mission Mattéoli » évalue entre 90 % et 95 % la proportion des biens et avoirs de toutes natures qui ont été restitués depuis la fin de la guerre.
Par ailleurs, sur les 100 000 œuvres d'art ayant fait l'objet de spoliation, 45 000 ont été rendues à leurs propriétaires.

## Les suites
À la suite des premières recommandations des deux rapports d'étape de cette mission, publiés en janvier 1998 et 1999, une Commission pour l'indemnisation des victimes de spoliations intervenues du fait des législations antisémites en vigueur pendant l'Occupation a été mise en place en septembre 1999. Présidée par Pierre Drai, cette commission a déjà reçu près de 4.500 requêtes individuelles. Le Premier ministre d'alors, Lionel Jospin, a mis en place un mécanisme de réparation financière au profit des orphelins des déportés Juifs de France.
Lionel Jospin a aussi annoncé, en novembre 1999, la création d'une Fondation pour la mémoire de la Shoah qui devrait « avoir pour but de développer les recherches et de diffuser les connaissances sur les persécutions antisémites (…) ainsi que sur les victimes de ces persécutions et sur les conditions qui ont permis en France à la grande majorité des Juifs d'échapper à la déportation ».
Elle devrait « soutenir, notamment, les initiatives des personnes morales à but non lucratif qui apportent leur appui moral, technique ou financier à ceux qui ont souffert de ces persécutions, à leurs familles, à ceux qui les ont aidés ou à la Résistance ».
Ce souhait d'un élargissement à la Résistance de la mission de cette Fondation a d'ailleurs été souligné par M. Jean Mattéoli, lors de son audition par votre rapporteur, et rejoint aussi la préoccupation exprimée par le colonel Dupont, président de l'Association Nationale des Combattants Volontaires de la Résistance (ANCVR), au cours de la même circonstance.
La mission Mattéoli souhaitait aussi, dans la même recommandation, que l'objet de la Fondation pour la mémoire soit élargi à la recherche sur « d'autres génocides ou crimes contre l'humanité », la Fondation pour la mémoire ne devant donc pas limiter son champ d'activité à la Shoah.
La recommandation no 11 du rapport général de la « mission Mattéoli » prévoit que « les fonds en déshérence de toute nature résultant de la spoliation doivent être versés par les institutions publiques et privées à la Fondation pour la mémoire ».
Le professeur Ady Steg, vice-président de la « mission Mattéoli » a estimé que 1,4 milliard de francs devrait, à cet effet, être versé par l'État et 1 milliard de francs par les institutions financières.
S'agissant des spoliations financières, la « mission Mattéoli » souligne que « le fait que des fusions, des acquisitions et des changements de statuts soient intervenus depuis la guerre n'autorise pas les établissements financiers, les compagnies d'assurances à se considérer comme déchargés des responsabilités contractées par des sociétés qu'ils ont absorbées ou dont ils sont issus. »
Le rapport recommande que, lorsque la spoliation d'un bien est établie, l'indemnisation soit de droit « quels que soient les délais de prescription en vigueur ».
Le Premier ministre a indiqué, le 19 avril 2000, que « ces propositions recueillaient de sa part un accord de principe et qu'après un travail interministériel, il annoncerait dans les semaines qui viennent les suites que le Gouvernement entend leur réserver ».
Pour sa part, l'Association française des banques a annoncé que les banques françaises s'engageaient « à appliquer les recommandations figurant dans le rapport Mattéoli et à apporter une contribution financière significative à la Fondation pour la mémoire ».
L'activité des membres de la « mission Mattéoli » les ayant conduits à travailler en lien étroit avec les archivistes, plusieurs d'entre eux se sont engagés dans la constitution de l'association "Une cité pour les Archives nationales" (dont Annette Wieviorka était la présidente, Antoine Prost un vice-président, Caroline Piketty, Claire Andrieu et Eliane Chemla des membres du Conseil d'administration) qui a joué un rôle majeur dans le projet du nouveau site des Archives nationales de France.

## Publications
- Guide des recherches dans les archives des spoliations et des restitutions / Mission d'étude sur la spoliation des Juifs de France (rédaction Caroline Piketty avec la collaboration de Christophe Dubois et Fabrice Launay), Paris, La Documentation française, coll. « Mission étude spoliation juifs », 2000, 318 p. (BNF 37113690, lire en ligne).
- Isabelle Le Masne de Chermont ; Didier Schulmann ; Jean Mattéoli (Mission d'étude sur la spoliation des Juifs de France), « Le Pillage de l'art en France pendant l'occupation et la situation des 2000 oeuvres confiées aux musées nationaux », sur www.vie-publique.fr, 1er janvier 2000 (consulté le 10 septembre 2023)